# Waldemar Neuendorf
Waldemar Neuendorf (* 25. Juni 1929): Ein ehemaliger deutscher Fußballspieler, der in Gera und Jena in den Anfangsjahren des DDR-Fußballs Erstligafußball bestritt.

## Sportliche Laufbahn
Mit 20 Jahren gehörte Waldemar Neuendorf zu den jüngsten Spielern im Aufgebot der Betriebssportgemeinschaft (BSG) Gera Süd für die erste Saison der 1949 neu gegründeten Ostzonen-Fußball-Liga (später DDR-Oberliga). Der Abwehrspieler kam erst am 7. Spieltag in der Begegnung Gera Süd – ZSG Altenburg zu seinem ersten Zonenliga-Einsatz. Beim 1:1-Unentschieden hatte ihn Trainer Erich Dietel als Linksverteidiger aufgeboten. Neuendorf kam bis zum 18. Spieltag auf insgesamt zehn Liga-Einsätze. 1950 wurde er in die Landesauswahl Thüringens berufen, für die er zwei Spiele bestritt. 
Anschließend wechselte Neuendorf zur zweitklassigen BSG Mechanik Jena. In der später so bezeichneten DDR-Liga hatte er von Anfang an als rechter Abwehrspieler einen Stammplatz inne, von den 20 Ligaspielen der Saison 1950/51 bestritt er 17 Partien. Ganz ohne Ausfall absolvierte er die Spielzeit 1951/52, die die Jenaer, nun als BSG Motor antretend, als Aufsteiger in die DDR-Oberliga beendeten. Im August 1951 nahm Neuendorf am Fußballturnier innerhalb der III. Weltfestspiele der Jugend und Studenten in Ost-Berlin teil.
Die Oberligasaison 1952/53 verlief für Neuendorf enttäuschend. Er kam hauptsächlich in der Reservemannschaft zum Einsatz, lediglich gegen Saisonende spielte er in zwei Oberligabegegnungen mit. Zudem musste er zum zweiten Mal den Abstieg aus der Oberliga erleben. In seiner dritten Jenaer Saison konnte sich Neuendorf wieder einen Stammplatz erobern. In der DDR-Liga-Saison 1953/54 fehlte er bei den 26 Punktspielen nur einmal, spielte nun fast durchgehend auf der linken Abwehrseite und konnte sich erstmals mit drei Treffern als Torschütze präsentieren. 
Im Sommer 1954 nahm Neuendorf an der Universität Rostock ein Studium auf. Um weiter Fußball spielen können, schloss er sich zusammen mit seinem bisherigen Trainer Kurt Findeisen und zwei weiteren Jenaer Spielern dem DDR-Ligisten BSG Warnowwerft im nahegelegenen Warnemünde an. Er stieg dort am 4. Spieltag der Saison 1954/55 mit seinem ersten Ligaspiel als rechter Verteidiger ein und bestritt danach alle weiteren Spiele bis zum Saisonende. Am 12. Spieltag setzte ihn Trainer Findeisen zum ersten Mal als Linksverteidiger ein, und Neuendorf behielt danach diese Position in allen übrigen Spielen. 
Anschließend beendete Waldemar Neuendorf im Alter von 29 Jahren seine Laufbahn als Leistungsfußballer. In seiner siebenjährigen Karriere war er auf zwölf Oberligaspiele (ohne Tor) und 87 DDR-Liga-Spiele mit fünf Toren gekommen.